# Džamija Sinan-paše Sijerčića
Džamija Sinan-paše Sijerčića, džamija u Goraždu. Smještena je na lijevoj obali Drine, oko pola kilometra od središta grada Goražda. Dao ju je podići osmanski paša Bosanskog ejaleta Sinan-paša Sijerčić. Podignuta je 1600. godine, u mahali na lijevoj obali grada i dugo je bila jedina gradska džamija na ovom području. Rekonstruirana je 1963. godine. U velikosrpskoj agresiji 1990-ih je razorena. Danas je jedan od triju spomenika koji su na privremenoj listi nacionalnih spomenika BiH.